# Kurt Davis
Kurt Casey Sartell Davis (né le 13 août 1986 à Plymouth, dans l'état du Minnesota aux États-Unis) est un joueur professionnel américain de hockey sur glace qui évolue en position de défenseur.

## Biographie
Kurt Davis débute au hockey junior en 2005 avec les Black Hawks de Waterloo de la United States Hockey League avant d'être échangé aux Gamblers de Green Bay. En 2007, il s'engage à l'Université d'État du Minnesota à Mankato et joue pour leur équipe de hockey, les Mavericks du Championnat NCAA. Il termine meilleur pointeur de son équipe en 2008-2009 à égalité avec Mick Berge ainsi qu'en 2010-2011 et est nommé à l'issue de ces deux saisons dans la troisième équipe d'étoiles de la Western Collegiate Hockey Association, l'association dans laquelle les Mavericks évoluent,. En 2011, il est également désigné meilleur joueur de son équipe.
En 2011, il part en Suède où il fait ses débuts professionnels avec le Södertälje SK de l'Allsvenskan, le second échelon national. La saison suivante, il signe avec les Stavanger Oilers de la GET-ligaen, l'élite norvégienne, et aide l'équipe à conserver le titre de champion. Prolongeant d'une année, il dispute avec les Oilers la finale de Coupe continentale. Bien que battus d'entrée par le Donbass Donetsk, les Norvégiens remportent la compétition. En championnat, Davis finit meilleur pointeur de la ligue parmi les défenseurs avec 53 points inscrits. Il fait de même durant les séries éliminatoires, n'étant devancé par son coéquipier Nick Schaus qu'au nombre de buts marqués. Stavanger s'adjuge son troisième titre consécutif suivant son succès en finale contre le Vålerenga ishockey 4 victoires à 2. À titre individuel, Davis est nommé au sein de l'équipe d'étoiles du championnat. Pour la saison 2014-2015, il signe avec le Düsseldorfer EG de la Deutsche Eishockey Liga, l'élite allemande.

## Trophées et honneurs personnels
- 2008-2009 : troisième équipe d'étoiles de la WCHA
- 2010-2011 : 
  - troisième équipe d'étoiles de la WCHA
  - trophée du meilleur joueur des Mavericks de Minnesota State
- 2012-2013 : champion de Norvège avec les Stavanger Oilers
- 2013-2014 :
  - champion de la Coupe continentale avec les Stavanger Oilers
  - champion de Norvège avec les Stavanger Oilers
  - équipe d'étoiles de la GET-ligaen

## Statistiques
| Saison    | Équipe                       | Ligue       |                   | Saison régulière  | Saison régulière  | Saison régulière  | Saison régulière  | Saison régulière  | Saison régulière  |                   | Séries éliminatoires | Séries éliminatoires | Séries éliminatoires | Séries éliminatoires | Séries éliminatoires | Séries éliminatoires |
| Saison    | Équipe                       | Ligue       | PJ                | B                 | A                 | Pts               | Pun               | +/-               | PJ                | B                 | A                    | Pts                  | Pun                  | +/-                  |                      |                      |
| 2005-2006 | Black Hawks de Waterloo      | USHL        | 5                 | 0                 | 1                 | 1                 | 7                 | +1                | -                 | -                 | -                    | -                    | -                    | -                    |                      |                      |
| 2005-2006 | Gamblers de Green Bay        | USHL        | 36                | 1                 | 6                 | 7                 | 46                | +7                | 3                 | 1                 | 0                    | 1                    | 0                    | -1                   |                      |                      |
| 2006-2007 | Gamblers de Green Bay        | USHL        | 58                | 8                 | 27                | 35                | 39                | -4                | 4                 | 2                 | 1                    | 3                    | 2                    | 0                    |                      |                      |
| 2007-2008 | Mavericks de Minnesota State | NCAA        | 36                | 1                 | 14                | 15                | 23                | +4                | -                 | -                 | -                    | -                    | -                    | -                    |                      |                      |
| 2008-2009 | Mavericks de Minnesota State | NCAA        | 38                | 6                 | 25                | 31                | 16                | -5                | -                 | -                 | -                    | -                    | -                    | -                    |                      |                      |
| 2009-2010 | Mavericks de Minnesota State | NCAA        | 38                | 5                 | 18                | 23                | 14                | +2                | -                 | -                 | -                    | -                    | -                    | -                    |                      |                      |
| 2010-2011 | Mavericks de Minnesota State | NCAA        | 38                | 9                 | 18                | 27                | 36                | 6                 | -                 | -                 | -                    | -                    | -                    | -                    |                      |                      |
| 2011-2012 | Södertälje SK                | Allsvenskan | 48                | 1                 | 14                | 15                | 18                | 10                | -                 | -                 | -                    | -                    | -                    | -                    |                      |                      |
| 2012-2013 | Stavanger Oilers             | GET-ligaen  | 45                | 7                 | 27                | 34                | 47                | +30               | 17                | 6                 | 8                    | 14                   | 12                   | 0                    |                      |                      |
| 2013-2014 | Stavanger Oilers             | GET-ligaen  | 45                | 18                | 35                | 53                | 40                | +20               | 17                | 4                 | 11                   | 15                   | 18                   | +9                   |                      |                      |
| 2014-2015 | Düsseldorfer EG              | DEL         | 48                | 6                 | 15                | 21                | 40                | -9                | 12                | 0                 | 4                    | 4                    | 8                    | -1                   |                      |                      |
| 2015-2016 | Düsseldorfer EG              | DEL         | 52                | 4                 | 15                | 19                | 52                | +8                | 5                 | 0                 | 0                    | 0                    | 2                    | -5                   |                      |                      |
| 2016-2017 | Düsseldorfer EG              | DEL         | 52                | 6                 | 17                | 23                | 44                | -12               | -                 | -                 | -                    | -                    | -                    | -                    |                      |                      |
| 2017-2018 | Krefeld Pinguine             | DEL         | 52                | 10                | 18                | 28                | 38                | -                 | -                 | -                 | -                    | -                    | -                    |                      |                      |                      |
| 2018-2019 | Vienna Capitals              | EBEL        | 17                | 2                 | 5                 | 7                 | 6                 | +9                | -                 | -                 | -                    | -                    | -                    | -                    |                      |                      |
| 2018-2019 | Storhamar Dragons            | GET-ligaen  | 14                | 2                 | 8                 | 10                | 2                 | +8                | 16                | 3                 | 9                    | 12                   | 4                    | +13                  |                      |                      |
| 2019-2020 | Storhamar Dragons            | GET-ligaen  | 25                | 4                 | 8                 | 12                | 32                | +13               | -                 | -                 | -                    | -                    | -                    | -                    |                      |                      |
| 2019-2020 | EHC Bayreuth                 | DEL2        | 8                 | 1                 | 7                 | 8                 | 0                 | +5                | -                 | -                 | -                    | -                    | -                    | -                    |                      |                      |
| 2020-2021 | EHC Bayreuth                 | DEL2        | 50                | 12                | 40                | 52                | 62                | -12               | -                 | -                 | -                    | -                    | -                    | -                    |                      |                      |
| 2021-2022 | EHC Bayreuth                 | DEL2        | 46                | 6                 | 32                | 38                | 24                | -21               | 12                | 0                 | 13                   | 13                   | 0                    | -3                   |                      |                      |
| 2022-2023 | 1. EV Weiden                 | Oberliga    | 46                | 14                | 38                | 52                | 39                | 45                | 14                | 2                 | 11                   | 13                   | 6                    | 6                    |                      |                      |
| 2023-2024 | 1. EV Weiden                 | Oberliga    | Saison en cours ? | Saison en cours ? | Saison en cours ? | Saison en cours ? | Saison en cours ? | Saison en cours ? | Saison en cours ? | Saison en cours ? | Saison en cours ?    | Saison en cours ?    | Saison en cours ?    | Saison en cours ?    |                      |                      |